# Космическая программа Китая
Космическая программа Китайской Народной Республики (КНР) начата в 1956 году. Первый спутник в рамках программы, «Дунфан Хун-1», был запущен в 1970 году.
Хотя исторически Китай был пятой космической державой (запускающей спутники самостоятельно), в начале XXI века он вошёл в первую тройку космических сверхдержав по потенциалу, а в отдельных областях занял лидирующие позиции. 
Китай располагает разнообразными ракетами-носителями вплоть до тяжёлых, имеет обширный набор прикладных спутников практически всех видов, включая геостационарные, запускает межпланетные станции (АМС) к Луне и к Марсу. За полвека им было запущено более трёхсот спутников.
Китай является одним из крупнейших игроков рынка по предоставлению пусковых услуг для других стран и организаций, а также является разработчиком и изготовителем спутников по их заказам (например, для Нигерии) и участвует в совместных программах (например, с Бразилией). В связи с развитием независимой программы национальных космических станций Китай в Международной космической станции (МКС) не участвует. В то же время он планирует предоставлять на собственных кораблях и космических станциях возможность полётов иностранных космонавтов (Нигерии, Шри-Ланки и т. д.) — подобно тому, как это ранее было начато СССР/Россией и США.
Наряду с США, Россией и Европой, Китай имеет национальную глобальную систему спутниковой навигации — «Бэйдоу».
Китай строит собственную многомодульную орбитальную станцию, имеет обширную программу исследования Луны, включающую создание совместно с Россией лунной станции; разрабатывает многоразовый пилотируемый космический корабль и сверхтяжёлую ракету-носитель Чанчжэн-9.

## Цели и задачи
Мы будем непоколебимо продвигаться вперед к установленной цели и внесем должный вклад в освоение и использование человеком космоса.
Согласно официальному плану 2006 года, китайская космическая программа имеет следующие цели и задачи:
- разведка космического пространства;
- повышение понимания и знания Земли и космоса;
- использование космоса в мирных целях;
- поощрение цивилизации и общественного развития на благо всего человечества;
- решение вопросов экономического устройства, научного и технологического развития, безопасности страны и общественного развития;
- повышение научной просвещённости китайских граждан;
- охрана национальных интересов и прав Китая;
- наращивание национальной мощи.

## Инфраструктура
Китай имеет несколько десятков научных и производственных предприятий космической отрасли (см. Промышленность КНР#Аэрокосмическая промышленность).
Организации:
- Китайское национальное космическое управление
- Китайская академия космических технологий (CAST).

Китай имеет четыре космодрома:
- Цзюцюань;
- Сичан;
- Тайюань;
- Вэньчан (наиболее южный); также там же в 2024 году построен коммерческий космодром[10].

Китай имеет третий в мире флот морских кораблей космического слежения и сеть наземных радарных станций слежения, в том числе за пределами своей территории (в Намибии, Кирибати и т. д.).

## История
- Первый спутник был запущен в 1970 году.
- В 1976 году Китай третьим в мире создал технологию возвращения спутников.
- В 2003 году Китай стал третьей в мире космической сверхдержавой, создав собственную пилотируемую космонавтику.
- В 2007 году Китай третьим в мире продемонстрировал обладание технологией противоспутниковых ракет (перехвата ИСЗ)[11][12].
- В 2007, 2013 и 2014 гг. соответственно Китай стал третьей страной с лунно-орбитальной АМС, лунно-посадочной АМС с луноходом и АМС с возвращаемым аппаратом с лунной орбиты, а в 2012 году четвёртым в мире произвёл изучение с помощью АМС астероида.
- В 2011 году Китай запустил свою первую орбитальную станцию и произвёл первую стыковку, а также стал второй страной по количеству выполненных космических запусков, превзойдя США и уступив только России.
- В 2012 году в Китае состоялся первый пилотируемый полёт на национальную орбитальную станцию.
- В 2016 году Китай стал пионером развития космической навигации по пульсарам.
- В 2018 году Китай стал мировым лидером по космическим запускам, произведя за год 37 запусков[13].
- В 2022 году Китай стал единственным в мире обладателем национальной многомодульной орбитальной станции (вторым в истории после СССР).

## Проекты

### Пилотируемая программа «Проект 921»
21 сентября 1992 года Постоянный комитет Политбюро ЦК КПК рассмотрел и одобрил постановление «Запросы указаний касательно разработки Китаем программы космических пилотируемых кораблей» (кит. упр. 关于开展我国载人飞船工程研制的请示), дав старт проекту пилотируемой космонавтики, получившему название «Проект 921» («921» — по дате выхода постановления), и утвердив три этапа этого проекта.
«Проект 921» состоит из следующих стадий: 921-1 — создание пилотируемого космического корабля; 921-2 — создание посещаемых пилотируемых орбитальных станций-лабораторий с освоением технологии стыковки; 921-3 — создание постоянно пилотируемой долговременной многомодульной орбитальной станции-комплекса.

#### 921-1
Проект 921-1 создания пилотируемых кораблей «Шэньчжоу» (кит. 神舟), получил утверждение и финансирование в 1992 году для четырёх пробных беспилотных испытательных полётов и последующих пилотируемых миссий.
5 января 1998 года сформирован корпус космонавтов НОАК. Приняв во внимание опыт СССР и США, первые два отряда космонавтов Китай формировал из военных лётчиков. Из 1500 наиболее отличившихся лётчиков ВВС КНР был отобран первый отряд космонавтов из 14 человек. Второй отряд был сформирован в мае 2010 года: к первому добавилось 7 лётчиков-истребителей. В сформированный в 2020 году новый, третий отряд из 18 человек кроме лётчиков вошли научные работники и инженеры научно-исследовательских институтов и высших учебных заведений
.
После беспилотных полётов с 1999 года корабль «Шэньчжоу-5» вывел первого тайконавта Ян Ливэя (кит. 杨利伟) на орбиту 15 октября 2003 года. 

«Шэньчжоу-6» в 2005 году стал первым многоместным китайским кораблём. 

В миссии «Шэньчжоу-7» 2008 года тайконавты Чжай Чжиган (кит. 翟志刚) и Лю Бомин (кит. 刘伯明) выполнили первый выход в открытый космос. На корабле «Шэньчжоу-9» в 2012 году впервые была запущена женщина-тайконавт, а другой тайконавт отправился во 2-й полёт.

#### 921-2
В 2011 году запущен «Тяньгун-1» (кит. 天宫一号) — 8-тонная орбитальная лаборатория (целевой модуль), являющаяся первым этапом создания китайских пилотируемых орбитальных станций. Она была предназначена для отработки сближения и стыковки орбитальных аппаратов. К ней было осуществлено 3 экспедиции — «Шэньчжоу-8» (беспилотный), «Шэньчжоу-9», «Шэньчжоу-10» (пилотируемые).
В 2016 году была запущена орбитальная лаборатория «Тяньгун-2», к которой была осуществлена пилотируемая экспедиция «Шэньчжоу-11» и полёт грузового корабля «Тяньчжоу-1». На этой лаборатории впервые для Китая производилась отладка способов решения задач пилотируемой космонавтики, технологий будущей полномасштабной орбитальной станции.

#### 921-3
В 2021 году было начато строительство третьей в мире (после советского комплекса станции «Мир» и МКС) многомодульной постоянно пилотируемой орбитальной станции со сроком службы более 10 лет, включающей центральный жилой модуль и два модуля-лаборатории.
29 апреля 2021 года был запущен основной модуль «Тяньхэ». В мае 2022 года для строительства станции был запущен грузовой корабль «Тяньчжоу-4», а в июне — пилотируемый «Шэньчжоу-14». 24 июля 2022 года запущен лабораторный модуль «Вэньтянь» и состыкован с модулем «Тяньхэ». Его диаметр 4,2 м, длина 17,9 м, стартовая масса 23 тонны, рекордная для мировых монолитных орбитальных активных летательных аппаратов; имеется роботизированная «рука» размером 5 метров с 7 степенями свободы. Это был 24-й запуск в рамках китайской программы пилотируемой космонавтики. В октябре 2022 года планируется запуск лабораторного модуля «Мэнтянь». После чего все три модуля образуют Т-образную конфигурацию и строительство орбитальной станции будет завершено. Её рабочий объём составит 100 м³. На внешнюю поверхность станции доставляемые «космическими грузовиками» устройства будут выставляться из воздушного шлюза при помощи роботизированной «руки». После завершения строительства станции на ту же орбиту планируется запуск оптического модуля «Сюньтянь» с космическим телескопом, имеющим зеркало диаметром 2 м и поле зрения в 300 раз больше, чем у «Хаббла», а разрешение схожее. Время от времени он будет стыковаться с орбитальной станцией для заправки и других поддерживающих работ.
Масса станции, не включая корабли, составит 60 тонн, экипаж — три или более тайконавтов, каждая группа космонавтов будет работать на станции посменно в течение трех-шести месяцев.
Наклонение орбиты — 42—43 градуса, высота орбиты — 340—450 километров. Будет создан также автоматический грузовой корабль для снабжения станции. В дальнейшем к 2025 году станция будет наращена ещё несколькими модулями и платформами.
В планах Китая — создание нового поколения ракет-носителей и пилотируемого космического корабля, способного перевозить 7 космонавтов, с повторно используемой возвращаемой капсулой.

### Многоразовый пилотируемый космический корабль
Китай ведёт разработку перспективного многоразового пилотируемого космического корабля следующего поколения. Создан и прошёл атмосферные испытания прототип космоплана «Шэньлун».

### Грузовые космические корабли
На начало 2020-х годов Китай оперирует грузовыми космическими кораблями серии «Тяньчжоу» с максимальной грузоподъёмностью из всех действующих (6,5 тонн на НОО).

### Освоение Луны
Китай является претендентом на выигрыш во «второй лунной гонке» (за создание первой лунной базы и возобновление пилотируемых полётов к Луне после более чем полувекового перерыва) в случае нереализации или затягивания аналогичных планов США, России, ЕС, Японии, Индии. Китай планирует начало пилотируемых полётов к Луне и строительство лунной базы к 2030 году. Для этого им проектируется сверхтяжёлая ракета-носитель «Чанчжэн-9».
На пути к этой перспективной цели в настоящее время в Китае идёт осуществление программы исследования Луны автоматическими средствами.
В октябре 2007 года был запущен «Чанъэ-1» — первый китайский искусственный спутник Луны. С этой АМС Китай стал третьей (после СССР и США) страной, начавшей независимое исследование Луны.
Затем была запущена станция «Чанъэ-2», а 14 декабря 2013 года произведена первая посадка на Луну китайской станции «Чанъэ-3» с луноходом «Юйту». Китай стал второй (после СССР) страной, управлявшей дистанционными луноходами.
23 октября 2014 года был запущен «Чанъэ-5Т1» для эксперимента с возвращением на Землю с лунной орбиты. Спутник совершил облёт Луны. Спускаемый аппарат вошёл в атмосферу и приземлился 31 октября 2014 года. КНР стала третьей (после СССР и США) страной с технологией спускаемых аппаратов после полёта к Луне.
3 января 2019 года, впервые в мире на обратной стороне Луны, прилунилась китайская АМС «Чанъэ-4» с луноходом «Юйту-2», а 16 декабря 2020 года АМС «Чанъэ-5» доставила на Землю 1731 грамм лунного грунта. Китай стал первой страной, организовавшей работу на поверхности обратной стороне Луны с трансляцией через точку Лагранжа L2 системы Земля-Луна.
В 2021 году Китай принял решение строить совместно с Россией Международную научную лунную станцию. Текущие лунные программы Китая и России были интегрированы в этот проект.
Запущенная в 2024 году АМС «Чанъэ-6» прилунилась на обратной стороне Луны, с помощью буровой установки собрала образцы лунного грунта (1935,3 грамма), с ними с АМС стартовал взлётный модуль (первый в мире взлёт с обратной поверхности Луны), состыковался с орбитальным модулем, который 25 июня 2024 года доставил образцы на Землю. Сообщившее об этом агентство «Синьхуа» в той же статье опубликовало план дальнейшего  освоения Луны Китаем: 
- запуск АМС «Чанъэ-7» около 2026 года для исследования среды и ресурсов Южного полюса Луны;
- запуск АМС «Чанъэ-8» около 2028 года для проверки возможности использования лунных ресурсов на месте;
- высадка граждан Китая на Луну до 2030 года;
- создание лунной международной научно-исследовательской станции базовой модели до 2035 г.

Кроме руководимой Китайским национальным космическим управлением (CNSA) лунной программы, в рамках которой осуществлены указанные выше проекты, освоение Луны осуществляется под руководством Китайской академии наук: в частности, в 2024 году осуществлён проект по созданию первой в мире спутниковой группировки на основе дальней ретроградной орбиты системы Земля—Луна.

### Прочие межпланетные проекты
Станция «Чанъэ-2» после Луны провела в 2012 году изучение с пролётной траектории астероида Таутатис.
Китай вслед за СССР/Россией, США, Японией, Индией и Евросоюзом начинает исследования Марса. Его первая марсианская межпланетная станция «Инхо-1», которая должна была стать искусственным спутником Марса, была запущена и затем упала в океан вместе с российской АМС «Фобос-Грунт» в 2011 году.
В июле 2020 года Китай запустил к Марсу АМС «Тяньвэнь-1», включающую марсоход Чжужун, прибывшую в окрестности планеты в феврале 2021 года.
19 августа 2021 года КНР заявили об успешном запуске на орбиту группу научно-экспериментальных спутников Тяньхуэй-2. Пуск осуществлялся с космодрома Тайюань в провинции Шаньси.

## Китайская орбитальная группировка
По состоянию на февраль 2015 года, орбитальная группировка КНР включала в себя 131 космический аппарат (столько же, сколько у России).
Китайская группировка на орбите наиболее динамично формировалась в XXI веке: если в 90-е годы Китай осуществил чуть больше 30 запусков, то с начала 2000-х годов КНР запустила больше 100 спутников — из 147 китайских спутников, выведенных на орбиту в 1970—2014 годах, 87 были запущены в первое десятилетие XXI века.
- Неудачные запуски
- Успешные запуски

## Военная программа
Первое успешное испытание противоспутникового оружия было проведено 11 января 2007 г., когда прямым попаданием ракеты был сбит старый метеоспутник на полярной орбите на высоте 865 км.
В 2013 году СМИ США сообщили, что Китай провёл испытания трёх небольших спутников, запущенных 20 июля того же года. Предполагается, что эти спутники являются частью секретной программы разработки противоспутниковой системы: один из них был оснащён манипулятором, и во время полёта изменил орбиту на 150 км, сблизившись с другим на небольшое расстояние. Этот манипулятор может использоваться для захватывания или сбивания других спутников.
30 октября 2015 года было проведено успешное испытания противоспутниковой ракеты Dong Neng-3, запущенной с (военной базы) Korla Missile Test Complex. Это третья противоспутниковая ракета, разработанная в КНР.
Спутники дистанционного зондирования Земли:
Jilin-1 Gaofen 02F (запуск 27 октября 2021 с космодрома Цзюцюань) и «Гаофэнь-12-03» (запуск 27 июня 2022);
три спутника ДЗЗ Yaogan-35-02 (запущены 23 июня 2022 РН Long March-2D с космодрома Сичан).
Также ДЗЗ спутниковой группировки SuperView Neo (всего в группировку должны войти 28 спутников) (два спутника, SuperView Neo-2-01 и SuperView Neo-2-02 запущены 16 июля 2022 РН «Чанчжэн-2C» с космодрома Тайюань);
спутники «Цзилинь-1 Гаофэнь» (13 ед.)
В ноябре 2023 года согласно информационно-аналитическому агентству «Интеледжинс онлайн», Китай построил секретный космодром в спорном регионе Аксай-Чин, расположенный на границе Синьцзян-Уйгурского автономного района КНР, Пакистана и Индии.

## Частная космонавтика
17 мая 2018 года китайский частный производитель ракет компания «OneSpace Technology» провела испытательный пуск первой полностью разработанной и произведённой частной компанией коммерческой ракеты OS-X. Пуск состоялся в 7:33 по местному времени на северо-западе страны на тестовой площадке.
В 2023 г. компания iSpace провела серию подъёмов многоразовой ракеты Hyperbola-2 с двигателями на жидком кислороде и метане .
В январе 2024 г. китайская частная компания LandSpace завершила серию испытаний многоразовой ракеты Zhuque-3 на метане. По заверениям LandSpace, Zhuque-3 начнут коммерчески эксплуатировать в 2025 году; каждая ракета может быть использована не менее 20 раз, что снизит стоимость запуска на 80–90 %.

## Значения названий
- «Дунфанхун» — Алеет Восток
- «Чанчжэн» — Великий поход
- «Шугуан» — рассвет
- «Шэньчжоу» — волшебная лодка
- «Шэньлун» — волшебный дракон
- «Тяньгун» — небесный дворец
- «Чанъэ» — имя мифологического персонажа (живущей на Луне женщины)
- «Юйту» — лунный заяц